# Las Rozas Black Demons 2021
Questa voce raccoglie le informazioni riguardanti i Las Rozas Black Demons nelle competizioni ufficiali della stagione 2021.

## Maschile

### LNFA Serie A 2021

#### Stagione regolare
| Fuengirola 13 dicembre 2020, ore 12:00 1ª giornata | Fuengirola Potros | 8 – 41 referto | Las Rozas Black Demons | Polideportivo Elola |

| Las Rozas de Madrid 13 febbraio 2021, ore 17:00 4ª giornata | Las Rozas Black Demons | 29 – 7 referto | Badalona Dracs | Campo de Rugby El Cantizal |

| Rivas-Vaciamadrid 20 febbraio 2021, ore 16:00 Recupero 3ª giornata | Osos de Rivas | 28 – 35 referto | Las Rozas Black Demons | Polideportivo Cerro del Telégrafo |

| Las Rozas de Madrid 27 febbraio 2021, ore 17:00 5ª giornata | Las Rozas Black Demons | 40 – 8 referto | Fuengirola Potros | Campo de Rugby El Cantizal |

| Las Rozas de Madrid 6 marzo 2021, ore 17:00 Recupero 2ª giornata | Las Rozas Black Demons | 35 – 0 referto | Gijón Mariners | Campo de Rugby El Cantizal |

| Gijón 13 marzo 2021, ore 16:00 6ª giornata | Gijón Mariners | 0 – 35 referto | Las Rozas Black Demons | Complejo Deportivo Las Mestas |

| Las Rozas de Madrid 27 marzo 2021, ore 17:00 7ª giornata | Las Rozas Black Demons | 48 – 36 referto | Osos de Rivas | Campo de Rugby El Cantizal |

| Badalona 18 aprile 2021, ore 11:00 8ª giornata | Badalona Dracs | 27 – 6 referto | Las Rozas Black Demons | Camp Municipal de Montigalà |

#### Playoff
| Las Rozas de Madrid 1º maggio 2021, ore 17:00 Semifinale | Las Rozas Black Demons | 49 – 14 referto | Mallorca Voltors | Campo de Rugby El Cantizal |

| Badalona 15 maggio 2021, ore 19:00 Spanish Bowl | Las Rozas Black Demons | 21 – 31 referto | Badalona Dracs | Campo de Fútbol Badalona Sud |

### XXV Copa de España

#### Playoff
| Las Rozas de Madrid 29 maggio 2021, ore 14:30 Quarti di finale | Las Rozas Black Demons | 52 – 14 referto | Fuengirola Potros | Campo de Rugby El Cantizal |

| Las Rozas de Madrid 20 giugno 2021, ore 11:00 Semifinale | Las Rozas Black Demons | 42 – 6 referto | Osos de Rivas | Campo de Rugby El Cantizal |

| Badalona 26 giugno 2021, ore 19:00 Finale | Badalona Dracs | 14 – 7 referto | Las Rozas Black Demons | Camp Municipal de Montigalà |

### Statistiche di squadra
| Competizione           | %Vittorie | In casa | In casa | In casa | In casa | In casa | In casa | In trasferta | In trasferta | In trasferta | In trasferta | In trasferta | In trasferta | Totale | Totale | Totale | Totale | Totale | Totale |
| Competizione           | %Vittorie | G       | V       | N       | P       | Pf      | Ps      | G            | V            | N            | P            | Pf           | Ps           | G      | V      | N      | P      | Pf     | Ps     |
| ---------------------- | --------- | ------- | ------- | ------- | ------- | ------- | ------- | ------------ | ------------ | ------------ | ------------ | ------------ | ------------ | ------ | ------ | ------ | ------ | ------ | ------ |
| LNFA Stagione regolare | .875      | 4       | 4       | 0       | 0       | 152     | 51      | 4            | 3            | 0            | 1            | 117          | 63           | 8      | 7      | 0      | 1      | 269    | 114    |
| LNFA Playoff           | .500      | 2       | 1       | 0       | 1       | 122     | 21      | 0            | 0            | 0            | 0            | 0            | 0            | 2      | 1      | 0      | 1      | 122    | 21     |
| Coppa Playoff          | .667      | 2       | 2       | 0       | 0       | 94      | 20      | 1            | 0            | 0            | 1            | 7            | 14           | 3      | 2      | 0      | 1      | 101    | 34     |
| Totale                 | .769      | 8       | 7       | 0       | 1       | 368     | 92      | 5            | 3            | 0            | 2            | 124          | 77           | 13     | 10     | 0      | 3      | 492    | 169    |

## Femminile

### LNFA Femenina 7×7 2021

#### Stagione regolare
| Las Rozas de Madrid 23 gennaio 2021, ore 17:00 1ª giornata | Las Rozas Black Demons | 54 – 2 referto | Tres Cantos Jabatos | Campo de Rugby El Cantizal |

| Las Rozas de Madrid 6 febbraio 2021, ore 17:00 2ª giornata | Las Rozas Black Demons | 67 – 0 referto | Camioneros de Coslada | Campo de Rugby El Cantizal |

| Malaga 21 marzo 2021, ore 12:00 5ª giornata | Málaga Corsairs | 6 – 35 referto | Las Rozas Black Demons | Campo de fútbol Juval |

| Rivas-Vaciamadrid 24 aprile 2021, ore 12:00 7ª giornata | Osos de Rivas | 18 – 43 referto | Las Rozas Black Demons | Polideportivo Cerro del Telégrafo |

| Coslada 9 maggio 2021, ore 12:00 8ª giornata | Camioneros de Coslada | 0 – 61 referto | Las Rozas Black Demons | Polideportivo Valleaguado |

#### Playoff
| Las Rozas de Madrid 16 maggio 2021, ore 13:00 Semifinale | Las Rozas Black Demons | 50 – 6 referto | Valencia Firebats | Campo de Rugby El Cantizal |

| Las Rozas de Madrid 29 maggio 2021, ore 17:00 Finale | Barberá Rookies | 24 – 51 referto | Las Rozas Black Demons | Estadio de La Dehesa de Navalcarbón |

### Statistiche di squadra
| Competizione             | %Vittorie | In casa | In casa | In casa | In casa | In casa | In casa | In trasferta | In trasferta | In trasferta | In trasferta | In trasferta | In trasferta | Totale | Totale | Totale | Totale | Totale | Totale |
| Competizione             | %Vittorie | G       | V       | N       | P       | Pf      | Ps      | G            | V            | N            | P            | Pf           | Ps           | G      | V      | N      | P      | Pf     | Ps     |
| ------------------------ | --------- | ------- | ------- | ------- | ------- | ------- | ------- | ------------ | ------------ | ------------ | ------------ | ------------ | ------------ | ------ | ------ | ------ | ------ | ------ | ------ |
| LNFAF7 Stagione regolare | 1.000     | 2       | 2       | 0       | 0       | 121     | 2       | 3            | 3            | 0            | 0            | 139          | 24           | 5      | 5      | 0      | 0      | 260    | 26     |
| LNFAF7 Playoff           | 1.000     | 1       | 1       | 0       | 0       | 50      | 6       | 1            | 1            | 0            | 0            | 51           | 24           | 2      | 2      | 0      | 0      | 101    | 30     |
| Totale                   | 1.000     | 3       | 3       | 0       | 0       | 171     | 8       | 4            | 4            | 0            | 0            | 190          | 48           | 7      | 7      | 0      | 0      | 361    | 56     |